# Hugo Houle
Hugo Houle (født 27. september 1990 i Sainte-Perpétue) er en professionel cykelrytter fra Canada, der er på kontrakt hos Israel-Premier Tech.
Han største sejr som professionel kom 19. juli 2022 hvor han vandt 16. etape af Tour de France 2022.